# Corynorhinus mexicanus
Corynorhinus mexicanus is een zoogdier uit de familie van de gladneuzen (Vespertilionidae). De wetenschappelijke naam van de soort werd voor het eerst geldig gepubliceerd door G.M. Allen in 1916.

## Voorkomen

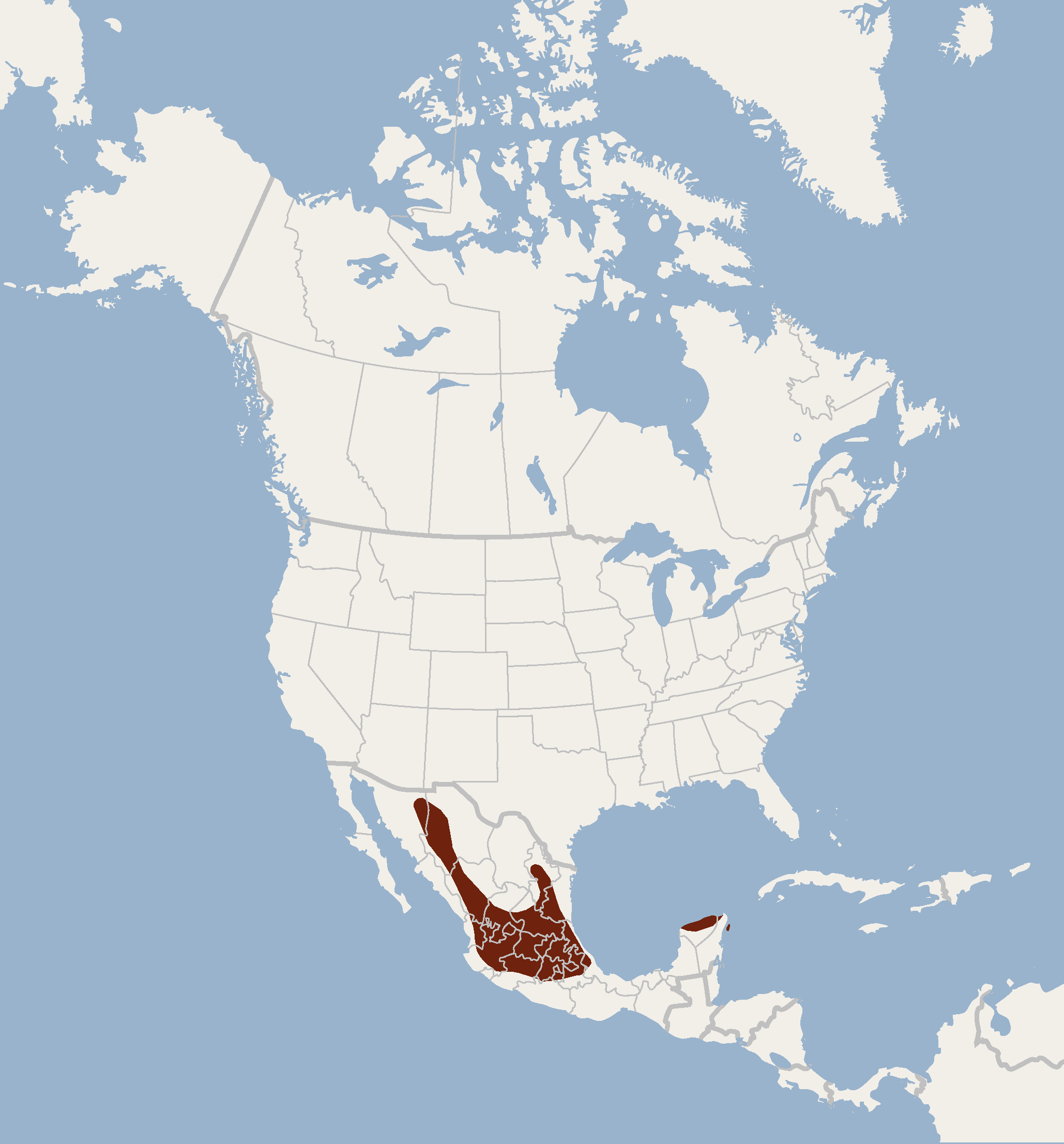
Verspreidingskaart

De soort komt voor in Mexico.